# Fauno molestato da cupidi
Il Fauno molestato da cupidi è un gruppo scultoreo in marmo realizzata tra il 1616 ed il 1617 da un giovanissimo Gian Lorenzo Bernini e da suo padre Pietro Bernini. Attualmente è conservato presso il Metropolitan Museum of Art di New York.

## Storia
Per molto tempo la scultura fu depositata presso l'abitazione di Bernini - Palazzo Bernini - in via della Mercede 11 a Roma. All'epoca non fu nemmeno attribuita all'artista, forse a causa di un rilevante difetto, che presumibilmente la portò ad essere accantonata per anni: infatti, la parte inferiore del braccio sinistro (all'altezza del gomito) di uno dei putti era incompleta. Il sottile tratto di marmo rimasto non era sufficiente per rimediare al braccio imperfetto. Questo errore potrebbe aver allontanato dei potenziali acquirenti, condannando l'opera a restare relegata nella casa del Bernini. Per giunta, lo stesso Bernini potrebbe aver considerato la scultura di scarso pregio, come un esercizio difettoso e incompleto della sua giovinezza. Diverse pubblicazioni hanno ritenuto che il noncurante disprezzo di Gian Lorenzo per i suoi disegni sia indicativo della mentalità dell'artista, che dava maggior valore ai lavori completi e impeccabili. Queste concause potrebbero ben spiegare come la statua sia rimasta a casa del Bernini per così tanto tempo, peraltro non attribuitagli.
L'opera si fece largo in una collezione francese nel XX secolo, prima di apparire in modo discreto in una casa d'aste a Parigi nel 1972, dove fu venduta. L'anno seguente, il Fauno fece la sua comparsa nel mercato londinese, dove fu venduto nuovamente. Quando fu presentato a Londra fu identificato come opera giovanile di Gian Lorenzo Bernini da parte di Federico Zeri. Poco dopo, nel 1976, il Metropolitan Museum fu in grado di acquistarlo. La critica ha notato come il classicismo dei motivi e la superba tecnica di incisione e perforazione rendano l'opera una delle migliori realizzazioni romane dei primi anni del XVII secolo.

## Descrizione
L'intricata scultura marmorea si compone di cinque personaggi e raffigura una spensierata lotta tra un fauno e tre putti. Il fauno tiene una gamba su entrambi i lati di un albero centrale, su cui si sta arrampicando. Con la sua mano sinistra si sta aggrappando ad un troncone, differente da quello su cui si sta aggrovigliando la gamba sinistra. Mentre tenta di raggiungere il ramo più in alto, che è carico di frutti, la sua testa viene spinta all'indietro da due putti che si trovano proprio al di sotto del ramo desiderato.
Inoltre, si può notare un animale a terra che gli studiosi hanno ritenuto sia un cane, una leonessa oppure una pantera. La creatura sta alzando la testa per cibarsi dei grappoli d'uva che pendono da un ramo situato in basso; nel frattempo, il terzo putto sta inciampando proprio sull'animale. Quella che pare sia una pelle di leone (o di pantera) è appesa ad un piccolo ramo posteriore. Il marmo scelto per questa scultura presenta una colorazione calda, sui toni del giallo miele. Queste tonalità presenta sfumature più chiare in corrispondenza della pelle animale e dell'albero; diversamente, più scuri sono il corpo del fauno e dei bambini. L'intero gruppo scultoreo è ben consolidato dal sapiente posizionamento delle gambe e delle braccia, che supportano la struttura; anche il peso della parte inferiore permette all'opera di non ribaltarsi.

### Analisi
Sia i satiri che i fauni sono caratterizzati da orecchie appuntite, piccole code e tratti somatici simili, ma i satiri hanno, in aggiunta, le gambe di capra. Poiché nella scultura la figura presenta delle gambe umane, è identificata come fauno. Allo stesso modo, i tre bambini potrebbero essere confusi con degli amorini; tuttavia, in questa rappresentazione sono privi di ali, pertanto sono putti. La scultura può essere considerata come un gruppo bacchico grazie alla pelle di leone appesa al ramo e alla pantera che mangia l'uva: tutti questi elementi, per l'appunto, simboleggiano Bacco, il dio del vino. Gruppi bacchici come questo non erano rari nei contesti romano e fiorentino del XVII secolo, anche se l'iconografia di quest'opera nello specifico non è completamente chiara. 
Una possibile interpretazione potrebbe rifarsi al legame, tipicamente rinascimentale, del dio Pan, dei satiri e dei fauni con l'idea della lussuria. Il fauno rappresenta una sorta di fauno ebbro che tenta di raccogliere della frutta. Il frutto, in particolare, è quello dell'amore eterno, per via della vite viva che è avvolta attorno all'albero secco che regge il frutto. Pan è quindi trattenuto dai due putti che, in questa analisi, possono anche essere considerati amorini. Questi ultimi stanno sbeffeggiando Pan, poiché lui non è in grado di comprendere la differenza tra piacere terreno e amore divino e celeste. Un'altra possibile interpretazione propone similarmente la contrapposizione tra amore divino e lussuria terrena. Ma invece di prendere in giro il fauno, simbolo della libidine animalesca, i due putti, che incarnano l'amore celeste, stanno rifiutando sdegnati la sua indecorosa aggressione.

## Influenza
L'ispirazione per questa scultura deriverebbe dalla Ecloga X delle Bucoliche di Virgilio, in cui si discute dell'amore non corrisposto. È stato proposto che Gian Lorenzo potrebbe essere stato influenzato dagli affreschi della Galleria Farnese di Annibale Carracci, che Bernini studiò e copiò approfonditamente e attentamente. Difatti, i contorni fluidi e la fusione tra classicismo e naturalismo della scultura possono rinvenirsi anche nel Trionfo di Bacco e Arianna del Carracci. Un'altra possibile fonte di ispirazione che hanno fatto emergere gli studiosi è la serie di arazzi di Giulio Romano, tra cui quello del Gioco con putti, dove dei putti si arrampicano su degli alberi mentre si azzuffano allegramente. È stato suggerito che la posizione del fauno sia stata tratta da una delle statue dei Niobidi. Nello scolpire i volti idealizzati dei due putti posti sul ramo più alto, Bernini imitò i lineamenti che lui stesso aveva ereditato dal padre. L'elevazione di parti significative del gruppo scultoreo (la testa del fauno, i due putti, la vegetazione sull'albero) prefigura il modo in cui Bernini solleverà il marmo in altre grandiosi opere come Enea, Anchise e Ascanio, il Ratto di Proserpina e Apollo e Dafne.

## Galleria d'immagini

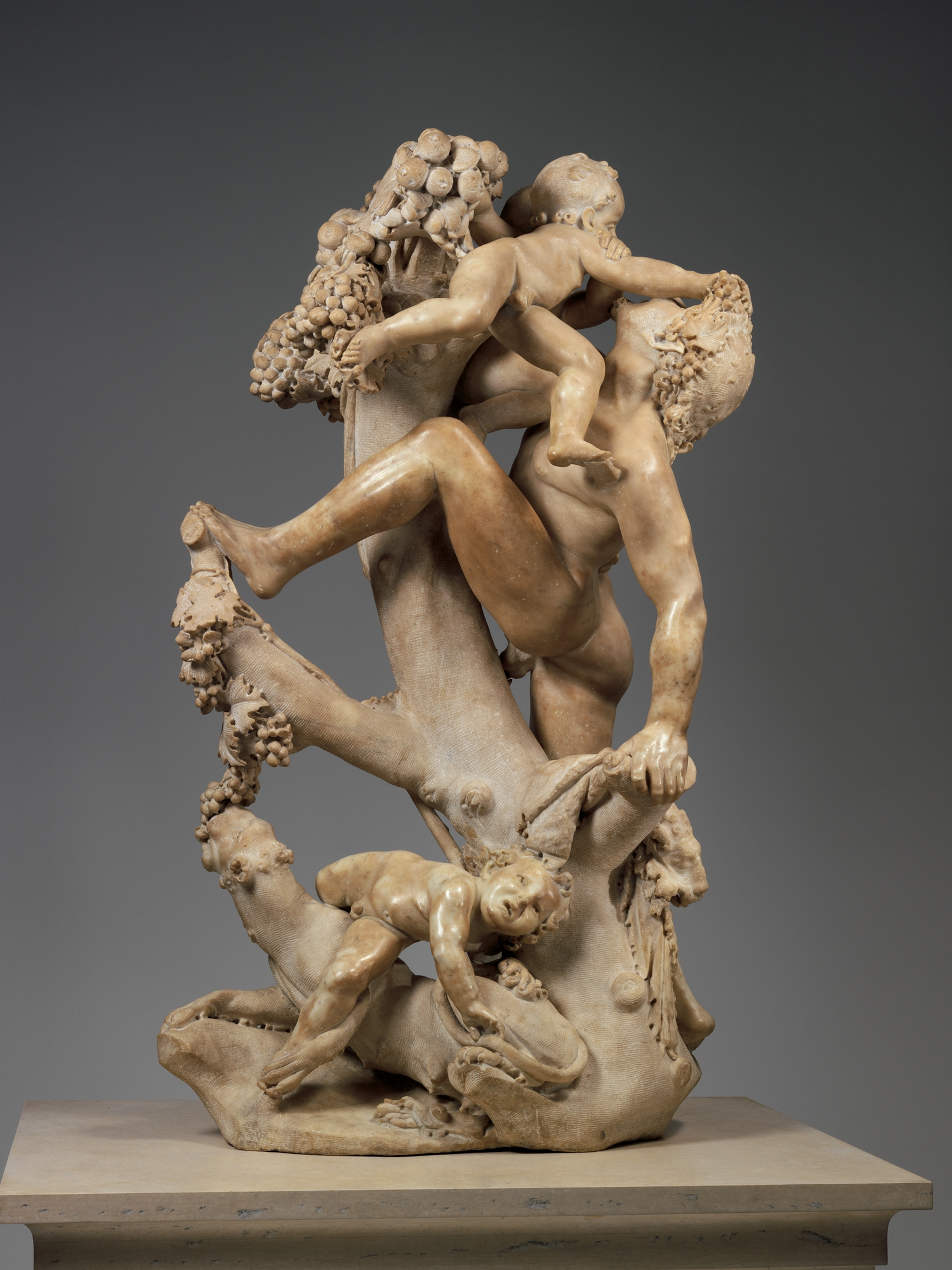
Altra veduta del gruppo scultoreo.
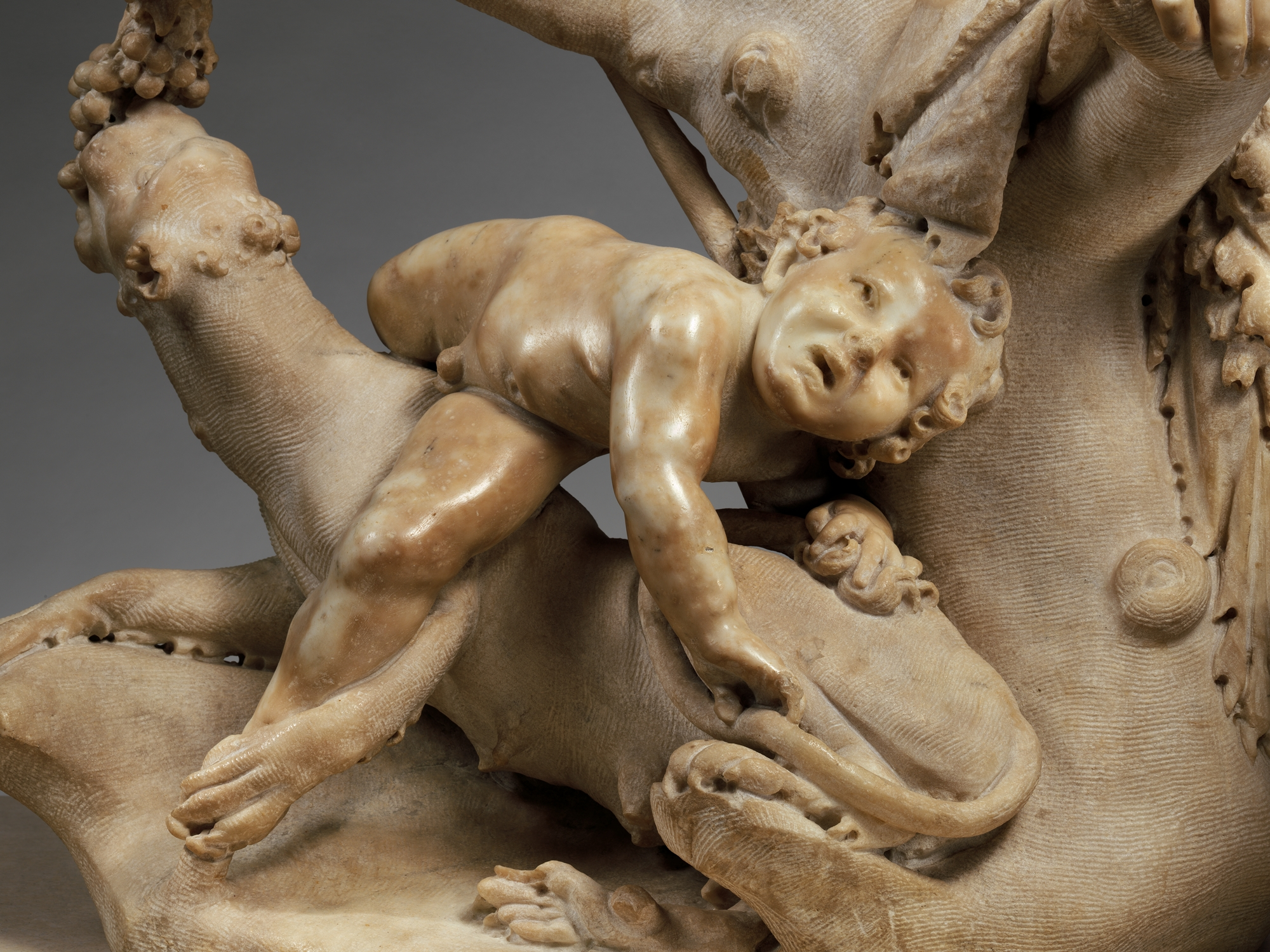
Dettaglio del terzo putto e della pantera.
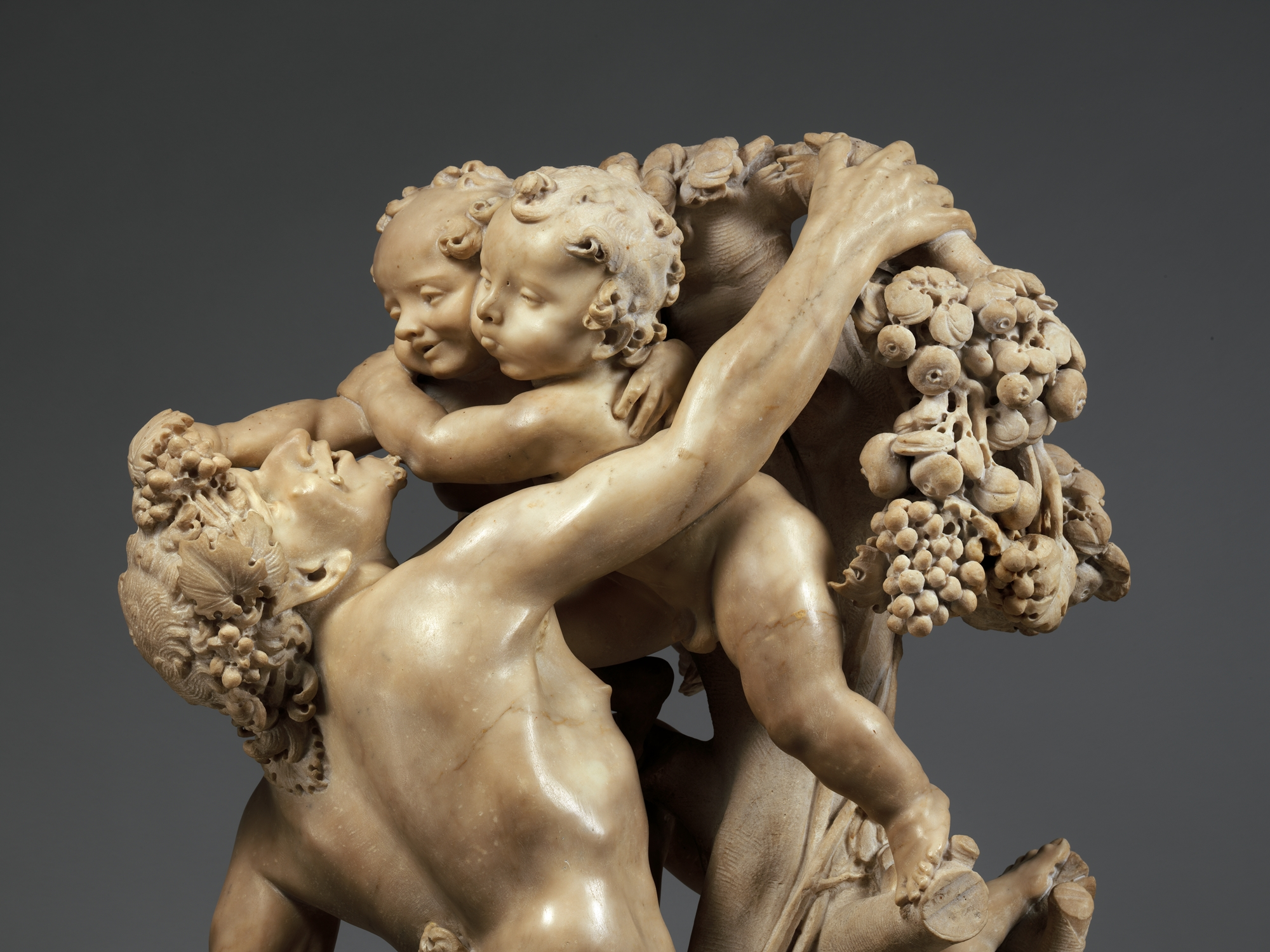
Dettaglio del volto del fauno e dei due putti.
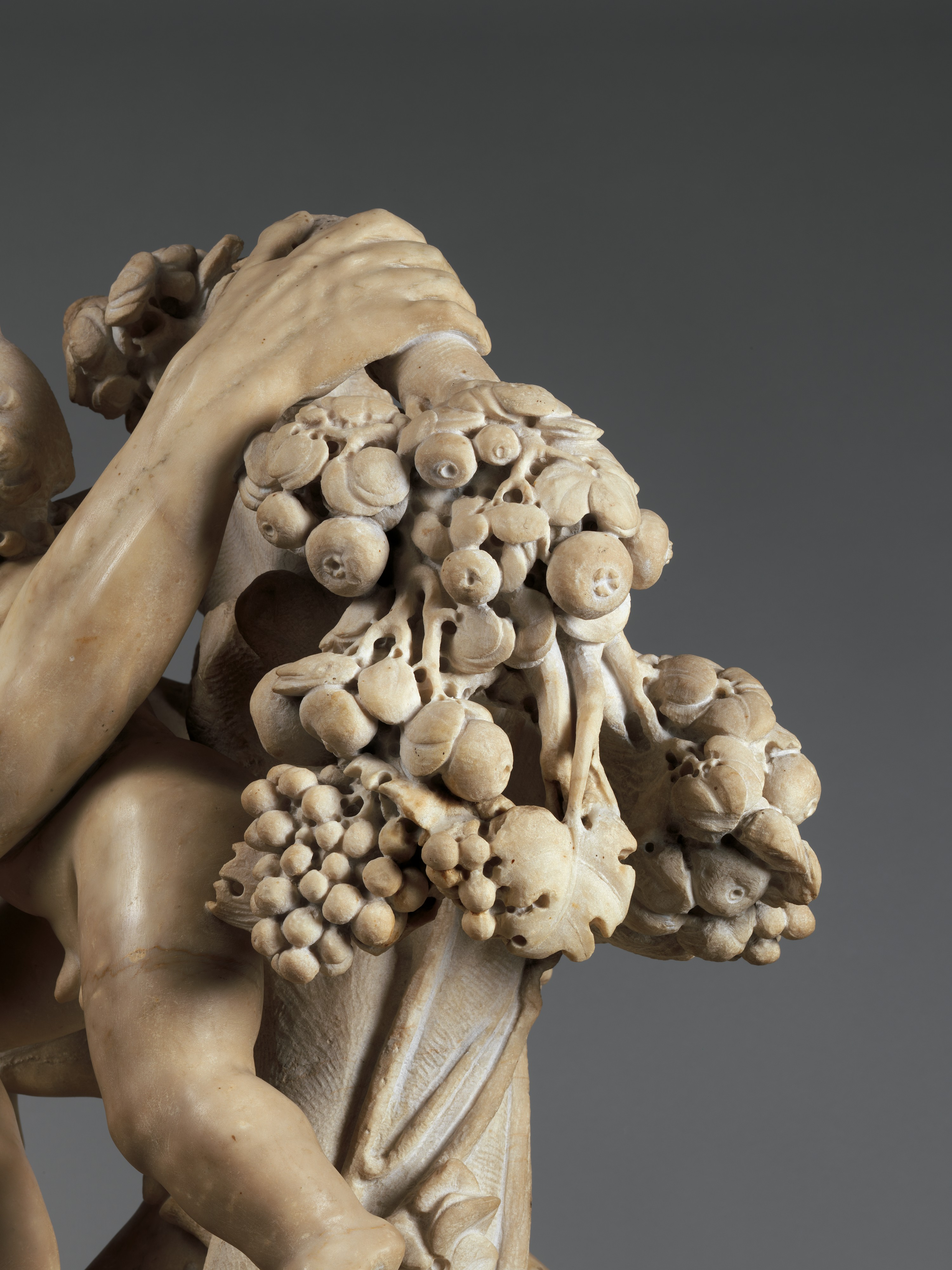
Dettaglio del ramo carico di frutti.